# Jevhenij Pastuch
Jevhenij Oleksandrovyč Pastuch (in ucraino Євгеній Олександрович Пастух?; Žytomyr, 19 marzo 2004) è un calciatore ucraino, attaccante del Ruch L'viv.

## Carriera

### Club
Pastuch è cresciuto nei settore giovanile di Dinamo Kiev, Karpaty, Šachtar ed infine Ruch L'viv, che lo ha integrato al gruppo della prima squadra nel 2023. Ha debuttato il 29 luglio nell'incontro di Prem"jer-liha vinto 2-1 contro lo Zorja ed il 22 ottobre ha segnato i suoi primi gol realizzando una doppietta contro il Veres Rivne. L'11 luglio 2024 è stato inserito nella lista dei candidati per il Golden Boy.

### Nazionale
Ha giocato nelle nazionali giovanili ucraine Under-19 ed Under-21.

## Statistiche

### Presenze e reti nei club
Statistiche aggiornate al 5 agosto 2024.
| Stagione        | Squadra         | Campionato      | Campionato | Campionato | Coppe nazionali | Coppe nazionali | Coppe nazionali | Coppe continentali | Coppe continentali | Coppe continentali | Altre coppe | Altre coppe | Altre coppe | Totale | Totale | Totale |
| Stagione        | Squadra         | Comp            | Pres       | Reti       | Comp            | Pres            | Reti            | Comp               | Pres               | Reti               | Comp        | Pres        | Reti        | Pres   | Reti   |        |
| --------------- | --------------- | --------------- | ---------- | ---------- | --------------- | --------------- | --------------- | ------------------ | ------------------ | ------------------ | ----------- | ----------- | ----------- | ------ | ------ | ------ |
| 2023-2024       | Ruch L'viv      | PL              | 28         | 4          | CU              | 2               | 0               |                    | -                  | -                  |             | -           | -           | 30     | 4      |        |
| Totale carriera | Totale carriera | Totale carriera | 28         | 4          |                 | 2               | 0               |                    | -                  | -                  |             | -           | -           | 30     | 4      |        |